# 杵屋勝太郎
杵屋 勝太郎（きねや かつたろう）は、長唄三味線方・唄方の名跡。4代目以降上方で移住し活躍。4代目は三味線方、5代目は唄方。

## 4代目
（明治18年（1885年）7月3日 - 昭和41年（1966年）4月22日）本名は高橋善三郎。
東京神田の生まれ、3代目勝太郎、3代目杵屋勝三郎に師事し勝吉を名乗る。1911年に4代目勝太郎を襲名。劇場での長唄をやっていたが個人の独演会に専念。主な作曲に「井筒業平」「風流陣」「可祝の柳」「新七福神」等がある。
1923年に関東大震災では大阪に移住、その後戦中、戦後と大阪で活躍した。
主な受賞に勲五等双光旭日章など。関西長唄協会会長、長唄協会顧問等を務めた。

## 5代目
（明治39年（1906年）9月15日 - 昭和63年（1988年）4月18日）本名は高橋慎之助。
東京の生まれ、4代目勝太郎の養子。1967年に太十郎から5代目勝太郎を襲名。長唄協会常務監事を務めた。